# 柴田大輔
柴田 大輔（しばた だいすけ、1979年5月24日 - 2021年11月28日）は、日本の元暴走族。作家。準暴力団・関東連合元幹部。筆名は工藤 明男（くどう あきお）。

## 経歴

### 幼少期から暴走族現役時代
1979年に実業を経営していた日本人の父親と在日韓国人2世の母親の子として東京都調布市で生まれる。小学3年のときに杉並区へ引越す。育った家庭は生活水準はそれなりにあったものの、両親の夫婦仲は悪く、小学高学年くらいから素行が悪くなる。不良として過ごすうちに後に関東連合に連なる暴走族「宮前愚連隊」に入り、関東連合のメンバーである22代目永福ブラックエンペラー総長（以下:M）や松嶋クロスや石元太一、関東連合のメンバーではないが東京の不良として有名だった瓜田純士と知り合う。
14歳の時に事件を起こし、8か月半ほどの少年院送りとなる。
関東連合が対立しているチーマーグループと喧嘩することになった際には、4対4のゴチャマン（8人が一斉に戦うこと）で膠着状態で決着がつかず、代表者同士が戦うことになった際には傍観する立場だったが、杉並の代表格であった瓜田ではなく別人（後に反関東連合グループのトップとなる兄弟の兄）が出たことに不満を持ち、瓜田にヤキを入れた。
1996年2月に敵対チームの自宅を襲撃した事件で暴力行為処罰法違反及び器物損壊罪で逮捕され、別件の敵対チームの集会に紛れ込んだ際に因縁をつけてきた暴力団関係者を暴行した事件でも送検された。家裁での判断は試験観察処分の補導委託（民間ボランティアに非行のあった少年を預けて、通学や仕事をさせながら生活指導する制度）となった。補導委託先として配管工の親方に預けられたが、柴田が暴力や暴言を日常的に使い、更には飲酒運転まですることから、親方は在宅試験観察にするように弁護士を通じて家裁に交渉し、その結果1か月後には在宅試験観察となり、自宅に戻ることになる。
対抗グループへの襲撃だけでなく、チーム名を入れたステッカーの販売やイベントのパーティー券の販売といったものから、偽造テレホンカードの販売から携帯電話の横流しまで、組織だった集金活動をするようになった。そうして親の金に頼らず、自分で多いときは月に100万円に近い収入を得ることもあり、その金で暴走族活動に必要な床屋代、コテ服代、バイク代、携帯電話代に費やしていた。
1996年12月に関東連合は柴田の8学年ほど年上である関東連合OBである多田達也（仮名）と接近。多田は本業のAVプロダクションの傍ら、渋谷の街を中心に様々な10代の女性を集めて選りすぐりの美女を金持ち実業家を相手に接待させ、芸能・クラブ・不動産といったあらゆる業界の人脈を持ち、渋谷や六本木に進出する関東連合のパイオニア的存在であった。
1997年1月に関東連合が捕まった仲間を激励する名目での集会に警察が駆け付けた際に柴田やMらが関東連合メンバーがバイクで暴走していた最中に、関東連合メンバーが交通事故を起こして一般人を死なせてしまう事件が発生。柴田ら関東連合メンバーは密かにバイクを処分した後で多田に相談し、柴田とMは集会を主催していないと口裏わせをした末、逮捕された後で死亡事故については問われず暴走行為について罰金刑となった。
柴田らが交通事件の相談を多田として以来、関東連合と多田との距離が急速に縮まった。柴田は「多田の下で関東連合という組織で関東周辺のあらゆる不良少年やサークルや読者モデル等の若者たちを押さえ、様々なビジネスを展開する」ことを考えるようになり、多田についていくことを決める。柴田は多田が主催した接待相手もいる高級店での出所祝いで「女を集めれば金になる。柴田、お前にはできるか」と言われ、「下の者に連れてこさせます」と返事し、現役メンバーに連絡して1時間後に3人の読者モデルを連れてこさせた。多田は柴田の女性を集める力に感心し、接待相手からは現金が渡された。
関東連合が多田との付き合いをしたことで活動拠点は広がったが、兄弟グループをトップとする新宿ジャックスは放置できない敵意の対象となっていった。
敵対グループとの抗争合戦が起こった末、1997年7月に乱闘事件が起こり死傷者を出す事件に関与。多田のツテで3か月間ほど匿ってもらっていたが、下手打ちをしたことでヤキを入れた後輩に潜伏先を警察に通報されて1997年10月に逮捕され、特別少年院送致となった。多田は柴田を匿った犯人隠避の容疑で逮捕されたが、起訴猶予で釈放された。

### 暴走族引退から六本木事件まで
2000年3月に出院。出院早々、柴田の潜伏先を通報した後輩のグループのリーダー格から落とし前として金を要求し、200万円を受け取ることで決着させ、これが柴田にとって最初に得た収入となった。
出院から2か月後、後輩が運転する車に乗っていた柴田はUターン禁止場所でUターンして注意してきた男性に車から降りて殴った傷害事件で逮捕された。さらに、2週間前から3週間前に敵対グループのメンバーをさらって車のトランクに詰めた事件で被害届が出されて、暴行罪と逮捕監禁罪でも容疑となっていた。柴田はMと松嶋が紹介した有力刑事弁護士に依頼し、弁護士の尽力により逮捕から1か月後に執行猶予付きの有罪となって社会に復帰した。
柴田が出院した頃、多田を巡る環境が変化していた。柴田の出院する前の時期に、多田は傷害事件を起こして逮捕され、執行猶予付きの懲役刑となるも、多額の弁護士費用と被害者に対する慰謝料などで経済的に厳しくなった。また多田の片腕的存在である6歳年下の関東連合元メンバーの部下が逮捕され別件の恐喝事件も重なって実刑判決を受け、多田がAVプロダクションに所属していたAV女優に逃げられるなどし、経済的にさらに苦しくなった。多田は関東連合メンバーを家事の召使いのように扱い、AV女優を紹介した際の紹介料は払われず、接待相手からの関東連合へのタクシー代をチョロまかし、仕事上のトラブルや接待相手のデモンストレーションなどで場面に利用するなどし、極端にルーズでだらしないところがある中で経済的に厳しくなったことで求心力が低下していった。関東連合が多田から袂を分かつことを松嶋が提案したことにMら関東連合のメンバーが賛成したことで、柴田を含めた関東連合は多田と絶縁することになった(柴田はその1年後に元の上下関係に戻ることはないものの、連絡を取り合う仲程度には多田との関係を回復した)。
また、関東連合に反発する反関東連合グループのトップである兄弟とも接触し、弟とは喧嘩をしたり、兄とは和解について話し合いをしたりしていた。
一時期、有名経営者のボディガードを務めた後で本格的に起業し、女性をAVにスカウトをする仕事を中心に金を稼いだ。AVスカウトの仕事に嫌気がさして止めた後は、芸能プロダクションを経営することになるが、経営は四苦八苦を重ねていた。起業してから1年後に関東連合のメンバー2人と共に広告に絡むIT会社を立ち上げ、アダルト動画・消費者金融・出会い系サイトの広告を中心に見た事のない金額が振り込まれるが、どんぶり勘定だったため資金が一時的にショートし、当時闇金融をしていたMから1000万円の借金をすることになる。柴田が経営する会社は連結売上で40億円ほどとなり、従業員数が80人ほどの規模になっていた。
2008年3月に関東連合総長のMの面倒見だった人物が反関東連合グループと思われる集団に殺害される西新宿事件が発生し、警察が犯人を特定できない中、関東連合にとって反関東連合グループに報復するまで絶対に引き下がることのできない抗争と考えられるようになり、関東連合の中で暴力団化が急速に進んでいった。
2010年11月の11代目市川海老蔵暴行事件を機に関東連合に対する社会の目が厳しくなり、柴田は1億5000万円以上の個人所得があるのに不動産の審査が通らず、証券会社の口座が止められ、社会から疎外される焦りから事業意欲を失い、一時はハワイに滞在した。

### 六本木事件以後
ハワイから日本に帰ってきた直後の2012年9月に六本木クラブ襲撃事件が発生。この事件は反関東連合グループのトップである兄弟の弟を狙ったものだが人違いで死亡させた事件であった。事件発生の当日の夜にMと会い、Mの後輩が運転する車の中でMは「自分が実行犯であること、さらに最初の一撃を加えた張本人であること」を告白し、「下の3人に罪をかぶらせて終結されることや自分は暫く海外で隠れること」を宣言し、逃亡のための金の面での援助を提案してきた。柴田はMが事件の実行犯として関与したことに驚く一方で、Mの「下の3人に罪をかぶらせて終結されること」というロジックに懐疑的なコメントを返した。
Mは海外逃亡した後で、柴田はMと同じく事件に関与したMと同い年の2人と弁護士を交えて相談に乗るようになる。話し合った結果、元同級生2人は「逃亡せずに全員が出頭し、人違いで襲ったことは認めた上で、殺意を否認して傷害致死で減刑を狙うこと」になったが、Mはその方針に同意せず「下の3人だけに罪をかぶらせて終結させ、当面は自分を含めた他のメンバーを逃亡させる」「知り合いの女性にレイプされたからその復讐でやったと言い張らせる」方針を持ち、元同級生2人と直接やり取りしようとはしなかった。事件について元同級生は警察に出頭し、それに激怒したMが「裏切り者の元同級生は許せない」「裏切り者を支援する柴田も裏切り者は許せない」「事実上身柄が拘束されている元同級生の供述を覆させろ」と脅迫がエスカレートしていった。
Mが仙台に本家がある山口組系暴力団を出した上で「元同級生の供述を覆さなければ、柴田を殺す」と脅迫されたことで、関東連合を決別し、筆名「工藤明男」として関東連合の内幕本『いびつな絆 関東連合の真実』を出版することになった。「工藤明男」のプロフィールとして「東京・杉並区出身の関東連合元リーダーで、ITや芸能の分野で活動後、複数の企業の筆頭株主として投資と企業コンサルタントの活動に主に従事しており、警察当局から関東連合の資金源と目されてきた人物」としていた。筆名の由来は「ネット住人の妄想によって作り上げられた“関東連合の（架空の）黒幕”『工藤明生』のパロディー」。発売時期に『週刊文春』（7月4日号）の関連記事で初のインタビューを受けている。
本を出版後、ほどなく警視庁の保護対象へ、さらに商業登記から住所が割れる事態を防ぐためにそれまでの事業役職の一切を辞したうえで株主配当のみを受ける生活に入った。六本木クラブ襲撃事件に関しては、2013年末に開かれた被告2名の公判に証人として出廷するなどもしている。
以後は関東連合や闇社会にまつわる話でメディアに寄稿している。しばらく筆名で通していたが、2016年に「柴田大輔」と実名を公開するようになる。実名を公開した理由として「実名を出さないのは卑怯だと言われるのが癪だから」「すでにネット上でも人間関係でも工藤明男イコール柴田大輔というのは周知の事実ですから」と述べている。
2016年12月にAbemaTVのAbemaPrimeでサングラス姿という形で初めて動画に声出し出演して、関東連合に関してコメントしている。
2021年11月28日、死去。42歳没。時期は不明だが精神安定剤を服用していて、衝動的に自分で自分の身体を刃物で切りつけた自殺とみられている。2021年の初め頃に新型コロナウイルスに感染して重篤化し、以降は体調が優れず入退院を繰り返していたという。死去の直前、11月に入ってからも短期の入院があったとの事。

## 他者の著書による柴田（工藤）に関する記述
石元太一
著書『反証』（双葉社）の中で工藤明男について以下のように述べている。
「身体的に優れていて喧嘩で名をはせたというタイプではなかったが、10代の頃は何か求心力めいたものがあった」「若い頃はかっこいい先輩だったし、好きな先輩の一人でもあった」「しかし、20代になり、そういった影響力が徐々に失いはじめ、彼のビジネスを支え続けていた人々が離れていった」「『会社を私物化して俺たちが稼いだ金を全て飲み代や女に使ってしまい、会社を皆で成長させようという気持ちが欠如している』と人から聞かされ、理解できた」「工藤に対して疑問や不審に思う出来事はあったものの、それがいよいよ露呈する事件が起こった際にはMが仲介し、Mから『工藤は一人一人に言っていることが違っており、本人はうまく立ち回っているようだったが全てめくれてしまい、皆の前でM自身からヤキを入れられ、今後一切M世代以外とは連絡を取らないことで話がまとまった』と聞かされた」「（傷害致死事件の遺族への対応について）『俺なんか頭のおかしい振りをしていたら、逆に遺族に同情されてさ』と話していた」「Mさえ抑えておけばよいという邪な気持ちから、自ら進んで、マンションや自分の会社名義の車をMに貸していたことは紛れもない事実」「俺の前でMに『金銭面でバックアップするので、Mはヤクザをやってくださいよ』とまで言っていた」「関東連合の名前をビジネスなど様々な場面でうまく使ってきた人間の一人で、仲間に対しても平気でひどい対応をしてきた」「本を出版したことでMなどに不満を抱えていた人間が自分に賛同してくれると考えていただろうが、工藤は正義心の強い仲間思いの強い人間ではなかったため、益々孤立するハメになり、さらには命まで狙われることになった」

瓜田純士
著書『遺書』（竹書房文庫）の中で工藤明男について以下のように述べている。
「同い年でお互いを良く思っていなかっただろうが、工藤と初対面した直後にバイク2人乗りでツーリングして対抗グループに負けるなと先輩風をふかしてきて自分は面白くなかった」「対抗グループとの最後のタイマン勝負で自分が出なかったことで工藤に場面としてヤキを入れられた。直後に松嶋クロスから工藤の格下と扱われるような暴走族への加入命令があるも断った」「工藤はビジネスをするにあたって人脈にステータスを感じる性格で、芸能界や経済界の大物を自分の誕生日に呼ぶ、多田のやり方を模倣していた」「反関東連合グループのトップの弟と会った工藤は口の効き方に腹を立てて、喧嘩を起こした」「反関東連合グループのトップの兄と会った工藤は関東連合の傘下に入ることを要求したが、対立はしないが媚びないと返された際に休戦協定とも宣戦布告とも取れる言葉を述べた」「後日、工藤は反関東連合グループのトップの兄弟とやりあった話はしないという自分との約束を破って関東連合幹部に話をし、それ以後は工藤とは会わなくなった」
柴田は瓜田について「彼の話はどこまでが嘘でどこまでが本当かよくわからない」「『遺書』は僕たちのなかでは『うしょ（うそ）』と呼ばれ、馬鹿にされている」と述べている。

溝口敦と多田達也
柴田がまだ工藤を名乗っていた頃、溝口敦の『闇経済の怪物たち』（光文社新書）（2014年から2015年にかけて『週刊宝石』で連載されたものをまとめたもの）では「第7章 六本木の帝王と関東連合」では多田との取材に絡む文章の中で、柴田について言及されている。
書籍では、溝口は実名「柴田大輔」について「Mに従ったり反発したりしてきた副官級」としたうえで「Mからの報復攻撃を恐れるとして警察の保護を受けながら、自伝でM批判を行い、関東連合の四分五裂状態を定着させた」「実在の人物と錯覚するような筆名を使って自伝本を書く」と「工藤明男」という筆名を避けながらも、容易に同一人物と特定できるような書き方がされていた。溝口の取材を受けた多田は「柴田は過去の内情を語りながら、ホントに知られたくないことは巧妙に隠している。生き方として完全におかしい。自慢できる半生だったのか」と述べている。

## 著書
工藤明男名義
- 工藤明男『いびつな絆 関東連合の真実』（単行本）宝島社、2013年6月27日。ISBN 978-4-8002-0991-7。
  - 工藤明男『いびつな絆 関東連合の真実』（文庫本）宝島社〈宝島SUGOI文庫〉、2014年1月16日。ISBN 978-4-8002-2023-3。 - 上記の文庫版
- 『実録! 激変する日本の闇社会』 (宝島社)第3章の1節『関東連合とヤクザの「いびつな関係」』を担当。後に『暴力団のタブー』として宝島SUGOI文庫で文庫化。
- 工藤明男『破戒の連鎖 〜いびつな絆が生まれた時代』（単行本）宝島社、2014年7月25日。ISBN 978-4-8002-2550-4。
- 工藤明男『破戒 関東連合少年編』（文庫本）宝島社〈宝島SUGOI文庫〉、2015年4月4日。ISBN 978-4-8002-3808-5。 - 上記の文庫版

柴田大輔名義
- 『酒鬼薔薇聖斗と関東連合』（宝島社）
- 柴田大輔『聖域 関東連合の金脈とVIPコネクション』（単行本）宝島社、2016年10月27日。ISBN 978-4-8002-3309-7。
  - 柴田大輔『聖域 関東連合の金脈とVIPコネクション』（文庫本）宝島社〈宝島SUGOI文庫〉、2018年6月22日。ISBN 978-4-8002-8557-7。
- 『comics Black Flower』シリーズ（宝島社） - 原作担当。脚本は大島保、イラストは山根聖史。
- 『「惡問」のすゝめ』（徳間書店） - 猫組長や沖田臥竜との共著。